# Vivid Image
Vivid Image était une société britannique de développement de jeu vidéo, fondée en 1988. La société est surtout connue pour avoir créé First Samurai et Street Racer.

## Historique
Vivid Image fut fondée en 1988 par Mevlüt Dinç, Hugh Riley et John Twiddy, d'anciens employés de System 3. Son nom d'origine était Vivid Image Design, mais très vite, il fut raccourci en Vivid Image.
En novembre 2000, Mevlüt Dinç retourna en Turquie (son pays d'origine) et y fonda la société Dinç İnteraktif (société de développement de jeux vidéo), quelques mois après, le développement du jeu vidéo First Samurai 64 fut annulé et Vivid Image disparu.

## Liste des jeux
- Hammerfist (1990)
- Time Machine (1990)
- The First Samurai (1991)
- Second Samurai (1993)
- Street Racer (1995)
- S.C.A.R.S. (1998)